# 반다이아사히 국립공원

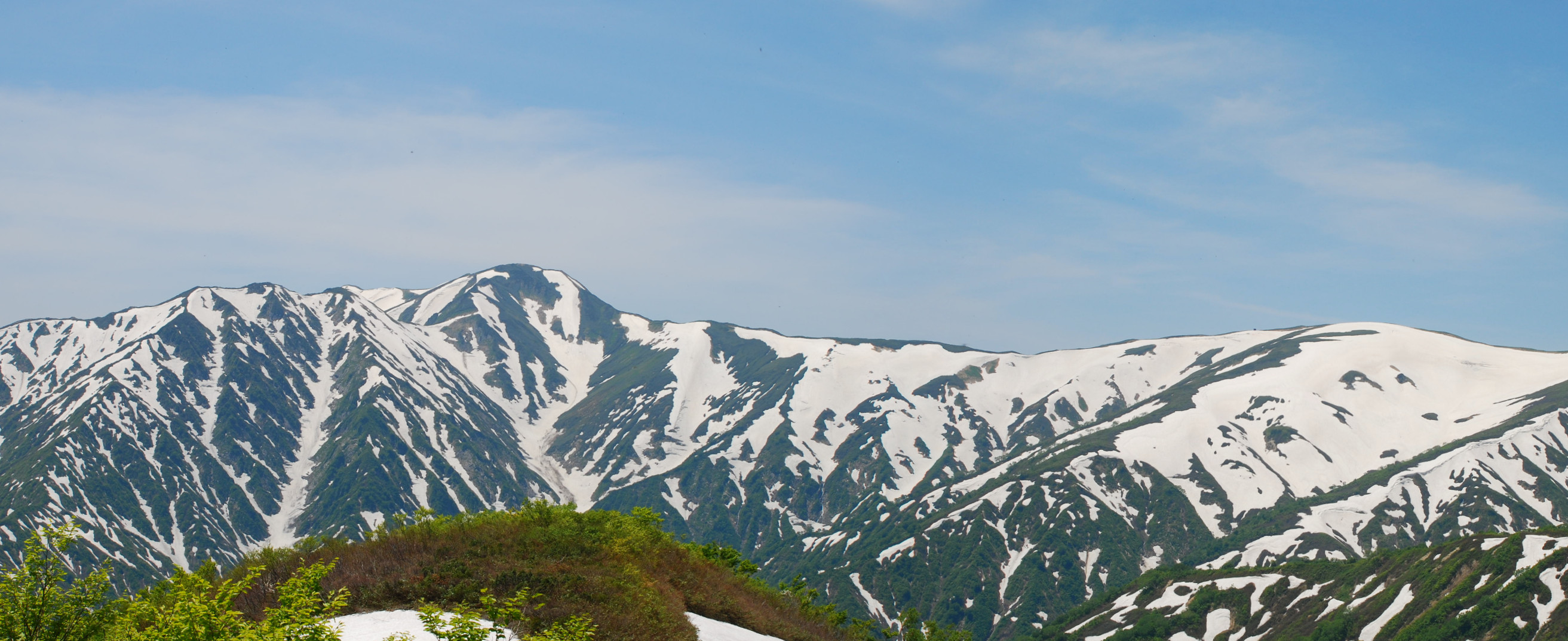
이데 산지

반다이아사히 국립공원(磐梯朝日国立公園)은 일본 후쿠시마현, 야마가타현, 니가타현의 3현에 걸치는 국립공원이다. 1950년 9월 5일에 지정되었다. 총 면적은 1870.41 km2이다.
데와 3산과 아사히 산지를 포함한 데와 3산·아사히 지역, 이데 산지를 주로 하는 이데 지역, 이나와시로호와 반다이 고원·아즈마 산·아다타라 산을 포함한 반다이 아즈마·이나와시로 지역의 세 지구로 나누어 관리되고 있다.

## 데와 3산·아사히 지역
데와 3산은 야마가타현 쇼나이 지방에 펼쳐진 갓 산·하구로 산·유도노 산의 총칭이다. 슈겐도(수험도)를 중심으로 한 산악 신앙의 장소로서 현재도 많은 수험자, 참배자를 모은다. 또 갓 산은 늦게까지 여름 스키를 즐길 수 있다.

## 이데 지역
이데 산은 산악 신앙의 산으로 아사히 산과 함께 고산식물이 유명하다. 또한 이데 연봉으로 불릴수록 산이 크고 만년설도 남기 때문에 등산에는 충분한 장비가 필요하다.

## 반다이 아즈마·이나와시로 지역
반다이 고원의 반다이 산은 1888년 7월에 분화하여 화구 흔적이 남아 있다. 풍광이 맑고 아름다움인 관광지로 유료 도로·산책길도 정비되어 있고 여름에는 피서지로서, 겨울에는 스키장으로서 관광객이 끊이지 않는다.
이나와시로호는 면적이 일본 4위(담수호로서는 3위)인 대호수로 면적이 103km2, 깊이는 94m이다. 북안 근처에 세계적인 의학자, 노구치 히데요의 생가가 있다.
아즈마 산은 나스 화산대(오우산맥) 최대의 화산군이다. 후쿠시마·야마가타 현경계를 따라서 동서 대략 20km, 남북 대략 10km에 걸쳐서 해바 2,000m급의 화산이 늘어서는 산괴이다.
아다타라 산은 완만한 산으로 등산·트랙킹으로 인기가 있지만 화구 주변에서는 황화 가스 등 화산가스가 분출하는 등 주의를 필요로 하는 활화산이다.

## 같이 보기
- 일본의 국립공원